# Зеленник такаркунський
Зеле́нник такаркунський (Chlorospingus tacarcunae) — вид горобцеподібних птахів родини Passerellidae. Мешкає в Колумбії і Панамі.

## Поширення і екологія
Такаркунські зеленники мешкають в горах на сході Панами та в горах Серро-Такаркуна на кордоні Панами і Колумбії. Вони живуть у вологих гірських тропічних лісах. Зустрічаються на висоті від 850 до 1500 м над рівнем моря.